# Boa Esperança (ort i Brasilien, Minas Gerais, Boa Esperança, lat -21,09, long -45,57)
Boa Esperança är en ort i Brasilien.   Den ligger i kommunen Boa Esperança och delstaten Minas Gerais, i den sydöstra delen av landet, 600 km söder om huvudstaden Brasília. Boa Esperança ligger 780 meter över havet och antalet invånare är 33 840.
Terrängen runt Boa Esperança är huvudsakligen platt. Boa Esperança ligger nere i en dal. Boa Esperança är det största samhället i trakten.
Omgivningarna runt Boa Esperança är huvudsakligen savann. Runt Boa Esperança är det ganska glesbefolkat, med 43 invånare per kvadratkilometer.